# الدوري البلغاري الممتاز 1986-87
الدوري البلغاري الممتاز 1986-87 (بالبلغارية: „А“ група 1986/87)‏ هو الموسم 63 من الدوري البلغاري الممتاز. أشرف على تنظيمه اتحاد بلغاريا لكرة القدم، وكان عدد الأندية المشاركة فيه 16، وفاز فيه سسكا صوفيا.